# 4799 Hirasawa
4799 Hirasawa este un asteroid din centura principală, descoperit pe 8 octombrie 1989 de Yoshikane Mizuno și Toshimasa Furuta.